# The Boston Globe
The Boston Globe este un ziar american, cu sediul la Boston, cumpărat în 1993 de compania media The New York Times Company pentru 1,1 miliarde dolari. The Boston Globe a fost premiat cu 19 premii Pulitzer până în anul 2007.
În luna mai 2008, ziarul avea un tiraj de 350.605 exemplare zilnic, fiind pe locul 14 în topul ziarelor din Statele Unite.